# Betty Stuckart

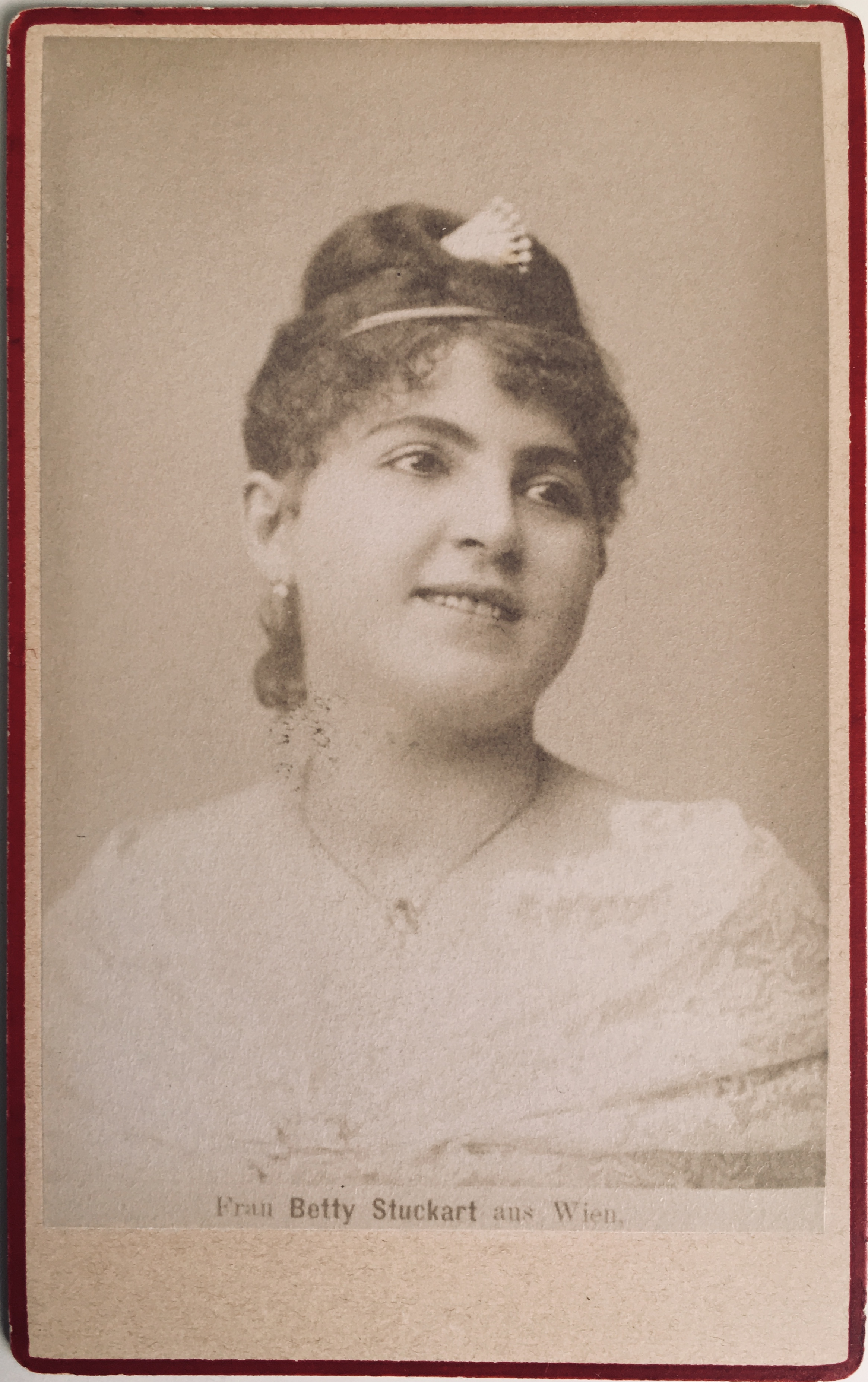
Betty Stuckart

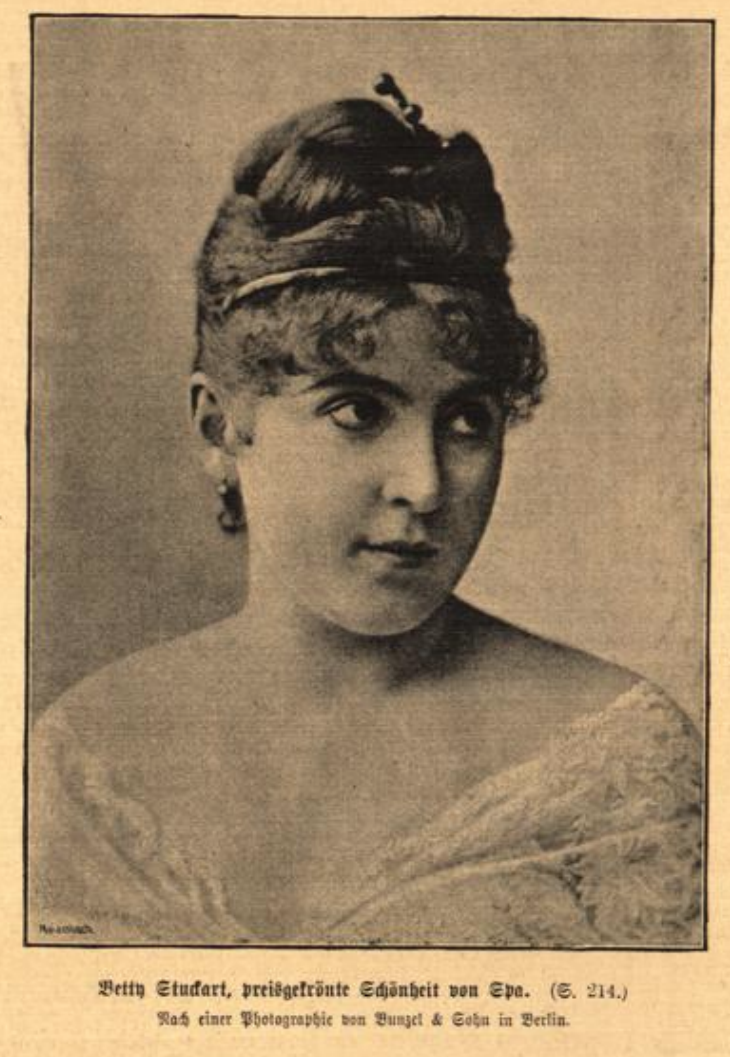
Fotografie (1889)

Betty Stuckart (geboren als Barbara Unzeitig am 25. April 1861 in Mallebarn, gest. nach 1919) war ein österreichisches Modell und eine Tierbändigerin. 1889 wurde sie bei einer europäischen Miss-Wahl zur bestgereihten deutschsprachigen Teilnehmerin, wodurch sie als „schönste Frau des deutschsprachigen Raums“ galt.

## Leben

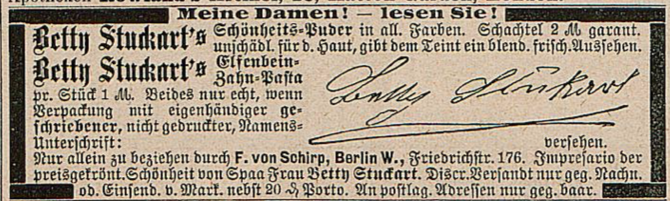
Zahnpasta von Betty Stuckart

Die Mutter Anna Unzeitig war Taglöhnerin und stammte aus dem Kreis Hohenstadt (Zábřeh). Im Taufbuch findet sich kein Vater eingetragen. Stuckart soll als Tochter eines Wiener Schiffskapitäns namens Schaffer/Schäffer auf die Welt gekommen sein. Sie heiratete jung (mutmaßlich nach dem 22. März 1878, als sie sich einen Taufschein ausstellen ließ), trennte sich aber noch im ersten Jahr und lebte danach mit ihrer Mutter in der Siebensterngasse in Wien.

### Ehe und Scheidung
Öffentlich wahrnehmbar war sie erstmals in den Gerichtsspalten der Wiener Zeitungen im Jahr 1887. Ihr Ehemann Moriz Stuckhart, vom Beruf Kellner (»Marqueur«), wurde am 18. September 1887 verhaftet und der Erpressung angeklagt. Er soll Ferdinand Jankovich, den neuen Partner seiner Frau, genötigt haben, ihm über 10.000 Gulden zu zahlen, damit er sich scheiden lasse. Im Weiteren habe er versucht – unter Androhung des sonstigen Skandals – weiter Geld von ihm zu erpressen. Zeitungsberichte behaupten, Betty Stuckart habe als Prostituierte am Kohlmarkt in Wien gearbeitet. Ob ihr Mann ihr Zuhälter war und wie sie in die Erpressung eingebunden war, lässt sich nicht mehr klären. Nach kurzem Prozess wurde er am 13. Oktober zu 12 Monaten schwerem Kerker mit einem Fasttag jeden Monat verurteilt.

### Schönheitswettbewerb in Spa
Von 19. bis zum 25. September 1888 fand im mondänen Kurort Spa nach amerikanischem Vorbild der erste moderne Schönheitswettbewerb in Europa statt. Mehrere hundert Teilnehmerinnen wurden von der durchwegs männlichen Jury begutachtet. Sie entschied sich folgendermaßen:
1. Platz: Marthe Soucaret aus Guadeloupe (5000 Francs Preisgeld)
2. Platz: Angela Delrosa aus Osborne (2000 Francs)
3. Platz: Marie Stevens (Steffens?) aus Wien (1000 Francs)
4. Platz: Betty Stuckart aus Wien (500 Francs)[4]

Bei der Drittplatzierten dürfte es sich nicht um eine Wienerin gehandelt haben. Jedenfalls wurde Stuckart fortan als deutschsprachige Siegerin berühmt.

### Als Schaustellerin
Der »Impresario und General-Agent« F. von Schirp  nahm sie unter Vertrag und sie fing an, in Berlin aufzutreten. Anfänglich bestand ihre Bühnenshow darin, in verschiedenen Rollen als »Lebendes Bild« zu besichtigen zu sein. Von der Hauptstadt aus startete ihre Tournee, die zuerst nach Dresden führte. Im Februar 1892 heißt es, sie habe sich aufs Löwenbändigen verlegt. In Folge dürfte sie einen Zirkusdirektor geklagt haben, der in Brüssel eine Schauspielerin unter ihrem Namen hatte auftreten lassen. Ihre Tour führte sie nach St. Petersburg. Zeitungsmeldungen berichten im November 1893, dass sie sich hier aus unglücklicher Liebe selbst das Leben genommen habe. Nachdem sie aber 1894 in Paris nachweisbar ist, ist das unwahrscheinlich. In seinem Buch Careers of Dangers and Daring (1903) berichtet der amerikanische Journalist Cleveland Moffett ein etwa dreijähriger Tiger namens Helena hätte Stuckart angefallen und beinahe getötet. Die letzte Zeitungsmeldung berichtet im September 1894, dass sie nunmehr – nach ihrer Tour durch Frankreich und Russland – plane, in Berlin ein »Französisches Buffet« zu eröffnen. Ein Vermerk in ihrem Taufeintrag: „Taufsch[ein]. ausgest[ellt]. 14/8 1919“ deutet darauf hin, dass sie zu diesem Zeitpunkt noch am Leben war und eventuell neuerlich eine Heirat anstrebte.